# John Blake White
 (décembre 2017).

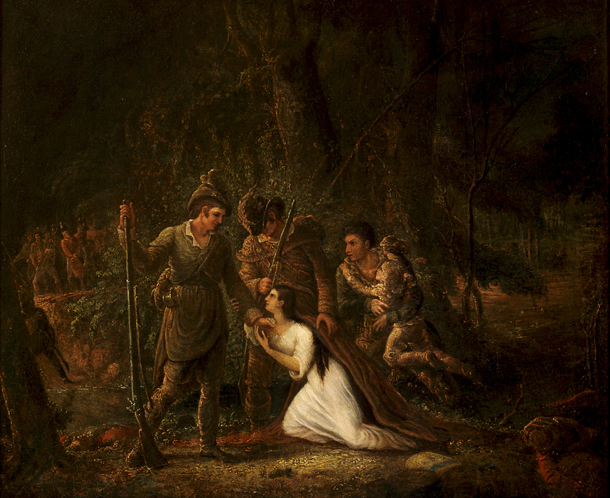
John Blake White, Sergeants Jasper and Newton Rescuing American Prisoners, huile sur toile, United States Senate Collection, avant 1859.

John Blake White, né le 2 septembre 1781 à la Whitehall Plantation près de Eutaw Springs et mort le 24 août 1859 à Charleston, est un dramaturge et peintre américain .
Fils de Blake Leay White et d'Elizabeth Borquin, c'est un pionnier de la peinture et de la littérature américaine post-indépendance. En Caroline du Sud d'avant-guerre, White est une figure de proue dans ces deux domaines artistiques.

## Biographie
Après avoir grandi à Whitehall et avoir étudié le droit en Colombie, White se rend en Angleterre en 1800, où il étudie la peinture sous Benjamin West, le peintre officiel du roi George III, né aux États-Unis. En 1803, il retourne en Caroline du Sud et s'installe à Charleston. Trouvant peu de marché pour les grands sujets historiques qu'il souhaitait exécuter, il se présente au bar et tente de gagner sa vie en peignant des portraits. En 1806, ses deux premières pièces, Foscari, or the Venetian Exile et The Mysteries of the Castle, sont joués au théâtre de Charleston.
Il est admis au barreau en 1808, améliorant grandement sa situation financière et sociale. En 1818, il est élu par les paroisses de St. Philip's et St. Michael's de Charleston à l'Assemblée générale, où il effectue un mandat. Il devient directeur de l'Académie des Beaux-Arts de Caroline du Sud l'année de sa création en 1821. À partir de 1826, il dirige l'unique usine de papier de l'État, dans le district de Lexington. Mais il rentre à Charleston en 1832 après qu'un incendie a détruit la plantation. Là, il obtient un poste à la US Custom House, où il travaille pendant les vingt-cinq prochaines années. En 1845, il est nommé membre honoraire de la National Academy of Design.
Il s'est marié deux fois, d'abord avec Elizabeth (Eliza) Allston le 28 mars 1805, puis avec Anna Rachel O'Driscoll le 2 octobre 1819, deux ans après la mort d'Eliza. De son premier mariage naissent quatre enfants, et huit du second.
Bien que les premières pièces de White soient des tragédies romantiques gothiques en Europe, ses autres drames notables répondent aux préoccupations américaines contemporaines. Modern Honor, qui est joué au théâtre de Charleston en 1812, est la première pièce anti-duel dans la littérature américaine et la première s'attaquant à la pratique de « sanctioned murder ». Ne craignant pas la controverse, White se prononce également contre la peine capitale et s'allie avec des adversaires partisans de son abolition. The Forgers, écrite en 1829 et publiée en 1837, est l'une des premières pièces de tempérance de l'Amérique[Quoi ?]. The Triumph of Liberty, or Louisiana Preserved célèbre ostensiblement la victoire d'Andrew Jackson à la bataille de La Nouvelle-Orléans pendant la guerre de 1815. Mais la pièce, publiée en 1819, tente aussi de justifier l'exécution en 1818 de deux citoyens britanniques reconnus coupables d'avoir incité des Indiens pendant les Guerres séminoles
Les deux parents de White servirent pendant la guerre d'indépendance, son père à Fort Moultrie et sa mère en tant qu'espionne pour Francis Marion. Certaines de ses peintures représentent des scènes dramatiques du conflit. Quatre d'entre elles, General Marion Inviting a British Officer to Share His Meal, Sergeants Jasper and Newton Rescuing American Prisoners from the British, Mrs. Motte Directing Generals Marion and Lee to Burn Her Mansion to Dislodge the British et The Defense of Fort Moultrie, toutes peintes entre 1810 et 1815, se trouvent au Capitole des États-Unis. Parmi ses portraits on retrouve ceux des grands personnages de Caroline du Sud comme John C. Calhoun, Charles Cotesworth Pinckney et Henry Middleton.
White meurt le 24 août 1859 à Charleston et est enterré dans le caveau familial à l'église St. Philip.